# Achéron (1929)
Achéron (Q150) – francuski oceaniczny okręt podwodny z okresu międzywojennego i II wojny światowej, jedna z 31 jednostek typu Redoutable. Okręt został zwodowany 6 sierpnia 1929 roku w stoczni Ateliers et Chantiers de la Loire w Nantes, a do służby w Marine nationale wszedł w lutym 1932 roku. Podczas wojny jednostka pełniła służbę na Morzu Śródziemnym i Atlantyku, a od zawarcia zawieszenia broni między Francją a Niemcami znajdowała się pod kontrolą rządu Vichy. 27 listopada 1942 roku „Achéron” został samozatopiony w Tulonie. Podniesiony przez Włochów, został ponownie zatopiony przez alianckie samoloty 24 listopada 1943 roku.

## Projekt i budowa
„Achéron” zamówiony został na podstawie programu rozbudowy floty francuskiej z 1925 roku. Projekt (o sygnaturze M6 ) był ulepszeniem pierwszych powojennych francuskich oceanicznych okrętów podwodnych – typu Requin. Poprawie uległa krytykowana w poprzednim typie zbyt mała prędkość osiągana na powierzchni oraz manewrowość. Posiadał duży zasięg i silne uzbrojenie; wadą była ciasnota wnętrza, która powodowała trudności w dostępie do zapasów prowiantu i amunicji. Konstruktorem okrętu był inż. Jean-Jacques Roquebert.
„Achéron” zbudowany został w stoczni Ateliers et Chantiers de la Loire w Nantes . Stępkę okrętu położono 4 września 1927 roku , a zwodowany został 6 sierpnia 1929 roku.

## Dane taktyczno–techniczne
„Achéron” był dużym, oceanicznym okrętem podwodnym o konstrukcji dwukadłubowej. Długość całkowita wynosiła 92,3 metra (92 metry między pionami), szerokość 8,2 metra i zanurzenie 4,7 metra. Wyporność standardowa w położeniu nawodnym wynosiła 1384 tony (normalna 1570 ton), a w zanurzeniu 2084 tony. Okręt napędzany był na powierzchni przez dwa silniki wysokoprężne Sulzer o łącznej mocy 6000 KM. Napęd podwodny zapewniały dwa silniki elektryczne o łącznej mocy 2000 KM. Dwuśrubowy układ napędowy pozwalał osiągnąć prędkość 17 węzłów na powierzchni i 10 węzłów w zanurzeniu. Zasięg wynosił 10 000 Mm przy prędkości 10 węzłów w położeniu nawodnym (lub 4000 Mm przy prędkości 17 węzłów) oraz 100 Mm przy prędkości 5 węzłów w zanurzeniu. Zbiorniki paliwa mieściły 95 ton oleju napędowego . Dopuszczalna głębokość zanurzenia wynosiła 80 metrów, a czas zanurzenia 45-50 sekund. Autonomiczność okrętu wynosiła 30 dób .
Okręt wyposażony był w siedem wyrzutni torped kalibru 550 mm: cztery na dziobie i jeden potrójny zewnętrzny aparat torpedowy. Prócz tego za kioskiem znajdował się jeden podwójny dwukalibrowy (550 lub 400 mm) aparat torpedowy . Na pokładzie było miejsce na 13 torped, w tym 11 kalibru 550 mm i dwie kalibru 400 mm . Uzbrojenie artyleryjskie stanowiło działo pokładowe kalibru 100 mm M1925 L/45 oraz zdwojone stanowisko wielkokalibrowych karabinów maszynowych Hotchkiss kalibru 13,2 mm L/76 .
Załoga okrętu składała się z 4 oficerów oraz 57 podoficerów i marynarzy.

## Służba
„Achéron” został przyjęty do służby w Marine nationale 22 lutego 1932 roku . Jednostka otrzymała numer burtowy Q150 . W momencie wybuchu II wojny światowej okręt pełnił służbę na Morzu Śródziemnym, wchodząc w skład 3. dywizjonu 3. eskadry 1. Flotylli okrętów podwodnych w Tulonie (jednostka przechodziła remont, który zakończył się 12 września 1939 roku) . Dowódcą okrętu był w tym okresie kpt. mar. J.J.M. Alliou . Na początku listopada 1939 roku „Achéron”, „Le Héros” i „Le Conquérant” opuściły Tulon i w eskorcie niszczyciela „Cassard” udały się do Casablanki, docierając do miejsca przeznaczenia 7 listopada . W dniach 19 grudnia 1939 roku – 19 stycznia 1940 roku okręt wziął udział w poszukiwaniach niemieckiego rajdera „Admiral Graf Spee”, a po jego samozatopieniu – okrętu zaopatrzeniowego „Altmark” . 12 lutego 1940 roku około 18:15 „Achéron” ostrzelał z działa pokładowego napotkany statek handlowy, który odpowiedział ogniem, trafiając francuski okręt w dziób (pocisk nie wybuchł). Niedoszłym niemieckim łamaczem blokady okazał się brytyjski parowiec „Somme” (5265 BRT), a do zdarzenia doszło na pozycji 34°25′N 18°08′W/34,416667 -18,133333  . 13 kwietnia „Achéron”, „Argo” i „Pascal” w eskorcie niszczyciela „La Palme” opuściły Casablankę i 18 kwietnia dopłynęły do Bizerty .
W czerwcu 1940 roku okręt znajdował się w Bejrucie w składzie 3. dywizjonu okrętów podwodnych, a jego dowódcą był nadal kmdr ppor. J.J.M. Alliou . 10 czerwca, po wypowiedzeniu wojny przez Włochy jednostka opuściła bazę, udając się na patrol w rejon archipelagu Dodekanez . W wyniku postanowień zawieszenia broni „Achéron” znalazł się pod kontrolą rządu Vichy w składzie 2. grupy okrętów podwodnych w Tulonie, gdzie został rozbrojony . 27 listopada 1942 roku, podczas ataku Niemców na Tulon, jednostka została samozatopiona. 26 czerwca 1943 roku okręt został podniesiony przez Włochów, lecz 24 listopada 1943 roku został ponownie zatopiony przez amerykańskie samoloty .